# Aforia goniodes
Aforia goniodes là một loài ốc biển, động vật thân mềm chân bụng sống ở biển trong họ Turridae.

## Miêu tả
Loài này có kích thước giữa 40 mm và 85 mm.

## Phân bố và môi trường sống
Chúng là loài sống ở tầng đáy, với độ sâu từ 150 m - 1097 m. Chúng phân bố ở các vùng nước lạnh dọc theo Patagonia, Tierra del Fuego, quần đảo Falkland và quần đảo Nam Shetland.